# Forcipomyia ochracea
Forcipomyia ochracea är en tvåvingeart som beskrevs av Vimmer 1928. Forcipomyia ochracea ingår i släktet Forcipomyia och familjen svidknott. Inga underarter finns listade i Catalogue of Life.